# Mailáth Antal (főkancellár)
Székhelyi gróf Mailáth Antal (másként: Majláth; Buda, 1801. június 13. – Bécs, 1873. május 14.) udvari főkancellár, valóságos belső titkos tanácsos, államminiszter, főrendiházi tag.

## Élete
Szülei Mailáth József gróf és Sennyey Antónia grófnő. A gimnáziumot Sátoraljaújhelyen, a jogi tanulmányokat a győri akadémián végezte és 1817-ben Pesten az egyetemen bölcseletdoktorrá avattatott. Ugyanekkor Győr vármegyében aljegyző, azután a királyi táblánál helyettes jegyző lett és ügyvédi oklevelet nyert; 1820. június 6-án Eszterházy József gróf zempléni főispán kinevezte tiszteletbeli aljegyzővé. 1823. április 14-én tiszteletbeli főjegyző lett és a fiumei kormányzósághoz ment titkárnak. 1829-ben lett konziliárius a helytartótanácsnál, 1830-ban pedig Zemplén vármegye főispánja, 1832-ben udvari referendárius és 1833-ban udvari alkancellár Pálffy Fidél gróf főkancellár mellett, majd az 1839-40. évi országgyűlésen ennek helyébe főkancellár. Ez az állást az 1844. évi országgyűlésen is megtartotta. Csak mikor az ellenzék támadásait és a konzervatívok elégedetlenségét érezte, mondott le állásáról és nyugalomba vonult perbenyiki (Zemplén megye) uradalmába, ahol magánkórházat épített és szerelt fel; itt a hasonszenvi gyógymódban képezte ki magát, melyben nagy előmenetelt tett és ebbeli ismereteit főleg vagyontalan betegek gyógyítására fordította, sőt, ha erre szükség volt, étel-itallal is ellátta őket; ezen viselkedésével megnyerte a nép nagy tiszteletét és háláját. 1848-ban a főrendiház tagja volt és részt vett Batthyány Lajos gróf kérésére Deák Ferenccel, Lonovics érsekkel és Mailáth Györggyel a Windischgrätz herceghez küldött országgyűlési küldöttségben. Az 1863-as kiegyezés után mint főrend munkás részt vett az 1865., 1869-72. évi pesti országgyűléseken és több bizottságban elnökölt. Nőtlen és gyermektelen lévén, vagyona és grófi címe örökösévé Mailáth György egyik fiát, Józsefet tette. Az aranygyapjas-rend vitéze, a Szent István-rend nagy keresztese, császári és királyi valóságos belső titkos tanácsos és kamarás, Magyarország tárnokmestere és érdemesült államminiszter volt.

## Munkája
- Assertiones ex universa philosophia, quas publice propugnandas' suscepit anno 1817. Pestini.

Megyei főispáni beszédje is megjelent; országgyűlési beszédei pedig a Naplókban vannak. 